# Carico di base

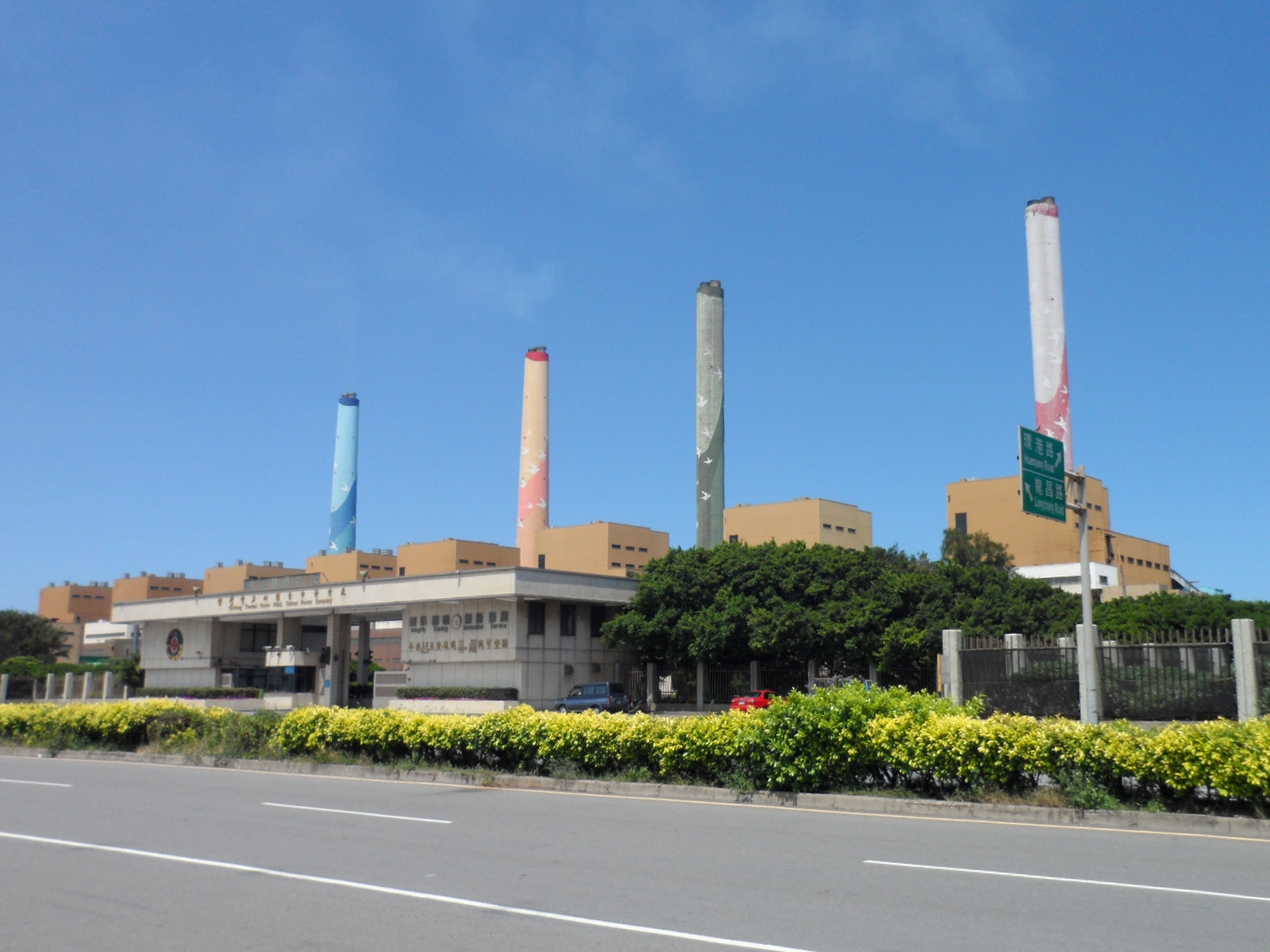
Una centrale elettrica a carbone a Taiwan.

Il carico di base (in inglese base load) su una rete elettrica è il livello minimo di domanda sulla rete in un intervallo di tempo, ad esempio una settimana. Detto in altri termini, poiché l'andamento del carico (ossia della potenza assorbita) varia in maniera notevole durante ogni giornata, oltre ad avere delle variazioni stagionali, il carico di base rappresenta la potenza minima che è necessario fornire in modo continuo al sistema elettrico.
Questa domanda può essere soddisfatta da centrali elettriche invariabili o da una serie di fonti energetiche intermittenti più piccole, a seconda dell’approccio che presenta la migliore combinazione di costi bassi e alta affidabilità in un particolare mercato. Il resto della domanda, che varia nell’arco di una giornata, viene soddisfatto dalla generazione dispacciabile, dalle centrali elettriche ad inseguimento del carico e dalle centrali elettriche di picco, la cui produzione può essere alzata o abbassata rapidamente, dalla riserva operativa, dalla risposta alla domanda e dall'immagazzinamento dell'energia.
Più in dettaglio, il consumo di energia elettrica viene suddiviso in "carico di base", "carico medio" e "carico di picco" (o "di punta"). Il carico di base è quindi il livello di fabbisogno minimo, sotto il quale non si scende mai (o molto raramente); il carico medio è La quantità media di elettricità consumata durante il giorno quando la maggioranza degli impianti e degli apparecchi elettrici è in funzione; il carico di picco è la quantità del fabbisogno giornaliero d'elettricità che supera la richiesta del carico di base e del carico medio.
Quando l'elettricità a più basso costo era quella prodotta dalle grandi centrali a carbone e nucleari la cui potenza non poteva essere alzata o abbassata rapidamente, esse erano usate per generare il carico di base, dal momento che questo era costante, ed erano chiamate "centrali del carico di base". Erano però necessarie grandi riserve di emergenza nel caso di un guasto improvviso di una di queste grandi centrali. Le centrali elettriche invariabili da tempo non sono sempre il modo più economico per soddisfare il carico di base. La rete ora include molte turbine eoliche che hanno costi marginali così bassi da poter offrire prezzi inferiori al carbone o al nucleare, quindi possono fornire una parte del carico di base quando soffia il vento. Usare le turbine eoliche in aree con condizioni di vento variabili e integrarle con il solare durante il giorno, nonché con la generazione e l'immagazzinamento dispacciabili,  permettono di gestire l'intermittenza delle singole sorgenti eoliche.

## Descrizione
Gli operatori di rete accettano prezzi di domanda a lungo e a breve termine per fornire energia elettrica in vari periodi di tempo e bilanciare continuamente l'offerta e la domanda. Gli aggiustamenti dettagliati sono noti come il problema dell'impegno unitario nella produzione di energia elettrica.
Benché storicamente le grandi reti elettriche utilizzassero centrali elettriche invariabili per soddisfare il carico di base, non vi è alcun requisito tecnico specifico al riguardo. Il carico di base può ugualmente essere soddisfatto dalla quantità appropriata di sorgenti energetiche intermittenti e dalla cosiddetta "generazione dispacciabile", cioè attivabile o disattivabile in base alla domanda di elettricità.
Le centrali elettriche invariabili possono essere impianti a carbone, nucleari, a ciclo combinato, che possono richiedere diversi giorni per avviarsi e spegnersi, idroelettrico, geotermico, biogas, biomassa, solare termico con accumulazione e, infine, conversione dell’energia termica degli oceani. Le interruzioni di fornitura possono colpire tutti gli impianti a causa di guasti, le centrali idroelettriche per la siccità, le centrali a carbone se le loro scorte di carbone si congelano e le centrali a gas per perdite e chiusure della tubazione.
L'attributo desiderabile della dispacciabilità si applica ad alcune centrali a gas, eoliche (attraverso il passo delle pale) e alla produzione idroelettrica. Gli operatori di rete usano anche la riduzione di potenza per escludere degli impianti dalla rete quando la loro energia non è necessaria.
Vi sono inoltre 195.000 MW di accumulo installati nelle reti elettriche in tutto il mondo; il 94% è idroelettrico sotto forma di stoccaggio pompato, mentre il 2% è in batterie. Lo stoccaggio pompato usa energia a buon mercato nei periodi di bassa domanda, di solito la notte, per pompare acqua da un bacino posto a una quota inferiore a uno posto a una quota superiore, poi la fa ricadere attraverso le turbine durante i periodi di domanda di picco, di solito il giorno. La disponibilità di energia solare nelle ore di picco del giorno può ridurre la necessità di immagazzinamento. La più grande struttura di immagazzinamento del mondo, la centrale idroelettrica di Bath County, è negli Stati Uniti d'America, sul confine tra la Virginia e la Virginia Occidentale, con il 50% di capacità in più rispetto alla diga di Hoover.

## Economia
Gli operatori di rete sollecitano offerte sul mercato elettrico per trovare le sorgenti di elettricità più economiche per i periodi di acquisto a medio e lungo termine.
Gli aspetti economici rivestono infatti un ruolo centrale nelle varie valutazioni del caso. Ad esempio, le centrali nucleari e quelle a carbone hanno dei costi fissi molto elevati, un elevato fattore di carico dell’impianto, ma costi marginali molto bassi, sebbene non bassi come il solare, l'eolico e l'idroelettrico. D'altra parte, le centrali di punta – come ad esempio quelle a gas naturale – hanno costi fissi bassi, un basso fattore di carico dell’impianto e costi marginali elevati.
Le centrali a carbone e quelle nucleari non cambiano la produzione per adattarsi alle domande di consumo energetico, dal momento che è più economico gestirle a livelli di produzione costanti. L'utilizzo di centrali a ciclo combinato o di turbine a combustione più costosi viene quindi ridotto al minimo e la potenza di questi impianti può essere alzata o abbassata per adattarsi a fluttuazioni più rapide dei consumi – e dunque della domanda – nel corso del tempo.
Le centrali nucleari possono impiegare molte ore, se non giorni, per cambiare la loro potenza, sebbene le più moderne possano funzionare come inseguitori di carico e modificare la loro produzione per soddisfare le domande variabili. Poiché richiedono un lungo periodo di tempo per riscaldarsi fino alla temperatura di esercizio, questi impianti sono economici solo se il loro costo medio per il tempo in cui sono accesi è inferiore al costo medio delle alternative per lo stesso periodo.
Le diverse centrali e tecnologie possono avere capacità differenti di aumentare o diminuire la produzione a richiesta: le centrali nucleari generalmente vengono messe in funzione continuamente vicino alla massima potenza (a parte i cicli di manutenzione, rifornimento e ammodernamento periodico), mentre le centrali a carbone possono essere azionate ciclicamente nel corso di una giornata per soddisfare la domanda. Le centrali con unità generatrici multiple possono essere usate come gruppo per migliorare l'"adattamento" alla domanda. accendendo e spegnendo le unità.
Secondo quanto affermato nel 2015 da Steve Holliday, amministratore delegato della National Grid (una multinazionale britannica che gestisce reti elettriche e del gas nel Regno Unito e negli Stati Uniti d'America nord-orientali), il concetto di carico base è destinato ad essere "superato", in quanto le microreti diventeranno probabilmente il principale mezzo di produzione e le grandi centrali elettriche saranno relegate a fornire il resto.
Nel 2016, Ambrose Evans-Pritchard del Daily Telegraph scrisse che, con i progressi nell'immagazzinamento di energia, "cessa l'utilità di costruire costose centrali elettriche per il 'carico di base', aggiungendo che "i reattori nucleari non possono essere accesi e spenti a seconda delle necessità, a differenza delle centrali a gas. Esse sono inutili come supporto per la rete decentralizzata del futuro, quando l’energia eolica, solare, idroelettrica e altre fonti energetiche domineranno la fornitura elettrica. Si va quindi verso un sistema di energia decentralizzata, che viene prodotta vicino a dove verrà usata, piuttosto che in un grande impianto posto altrove e inviata attraverso la rete nazionale. Questa generazione locale riduce le perdite di trasmissione e le emissioni di carbonio.